# Чангабанг
Чангабанг (англ. Changabang) — вершина высотой 6864 метра над уровнем моря в Гималаях в Индии в штате Уттаракханд. Первое восхождение на вершину совершили Крис Бонингтон, Даг Скотт, Дугал Хэстон, Мартин Бойсен, Бальвант Сэндху и Течи Чавенг 5 июня 1974 года. Восхождения на Чангабанг по северной стене в 1997 и 1998 годах были номинированы на самую престижную награду в альпинистском мире «Золотой ледоруб», но уступили победу восхождениям на другие вершины.

## Физико-географическая характеристика
Вершина Чангабанг находится в северной Индии в округе Чамоли, регион Гархвал, штат Уттаракханд. Чангабанг входит в группу вершин, которые формируют северо-восточную стену второй по высоте вершины Индии Нандадеви и является самой северной вершиной этой группы.
Родительской вершиной по отношению к вершине Чангабанг является семитысячник Дунагири, расположенный приблизительно в 7 километрах на запад. Седловина между двумя вершинами расположена на высоте 6169 метра, таким образом, относительная высота вершины Чангабанг составляет 695 метров.
Чангабанг сложен преимущественно из гранита. Северная, южная и западная стороны вершины представляют собой очень крутые стены с участками отрицательного уклона, возвышающиеся более чем на 1500 метров над основанием. С восточной стороны вершины отходит гребень, который приводит к вершине Каланка, расположенной в полутора километрах на восток. С южного склона Чангабанга стекают ледники Чангабанг и Романи. Вершина Чангабанг считается одной из самых сложнейших вершин для восхождений в Индии. Самым простым маршрутом на неё считается подъём на седловину между двумя вершинами и выход на Чангабанг по восточному гребню.

## История восхождений
В 1883 году, в рамках первой альпинистской экспедиции в Гималии, организованной британским альпинистом Уильямом Грэмом, была совершена попытка восхождения на несколько гималайских вершин, в том числе и, по утверждению участников экспедиции, на Чангабанг. Согласно описанию Грэма, ему и двум другим участникам экспедиции, Ульриху Кауфману и Эмилю Боссу, удалось совершить восхождение на Чангабанг в июне 1883 года. Однако, их достижения сразу же были поставлены под сомнения. В числе аргументов указывались возможные ошибки в идентификации вершин, к которым приводило несовершенство топографических карт, сильное расхождение в описании вершины Чангабанг с действительностью, а также относительная лёгкость восхождения. Скорее всего, они совершили восхождение на вершину Хануман (6075 м), один из второстепенных пиков южной части Дунагири.

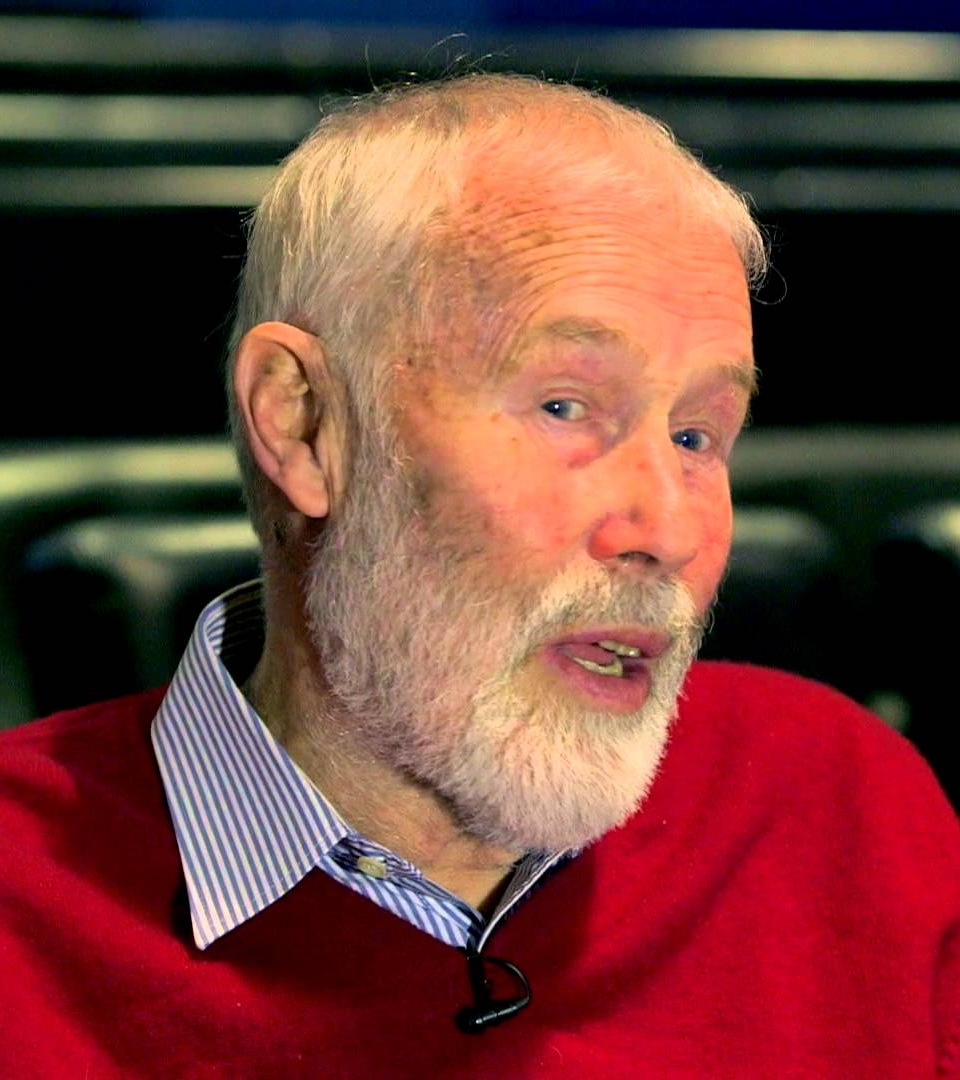
Руководитель первой успешной экспедиции на Чангабанг Крис Бонингтон

Первое официальное восхождение на вершину Чангабанг было совершено в 1974 году в рамках англо-индийской экспедиции под руководством Криса Бонингтона. 20 мая они установили базовый лагерь на леднике Романи на южном склоне горы. После предварительной разведки, группа из шести альпинистов вышла на седловину между вершинами Чангабанг и Каланка к началу ледника Чангабанг, где был установлен штурмовой лагерь. 4 июня все шестеро участников штурмовой группы (англичане Крис Бонингтон, Даг Скотт, Дугал Хэстон, Мартин Бойсен, индийский офицер Бальвант Сэндху и шерпа Течи Чавенг) поднялись на вершину по восточному ребру, ведущему от вершины Каланка к Чангабангу.
В 1976 году японская экспедиция под руководством Наоки Тода совершила второе восхождение на вершину и первое по юго-западному ребру. На вершину поднялось 6 альпинистов, включая Наоки Тоду. Однако, их восхождение было подвергнуто некоторой критике из-за стиля восхождения — длительной осады горы с использованием большого количества снаряжения.
Осенью 1976 года два выдающихся британских альпиниста Питер Бордман и Джо Таскер совершили первое восхождение по западной стене вершины Чангабанг (третье восхождение на вершину). Экспедиция Бонингтона 1974 года в принципе не рассматривала западную стену как потенциальный маршрут восхождения. Мартин Бойсен описывал её как «колоссально вздымающиеся вертикальные и нависающие скалы, покрытых пятнами натёчного льда». Бордман и Таскер, для которых это было первое совместное восхождение, провели на 1700-метровой западной стене Чангабанга 25 дней. Несмотря на плохую погоду, они преодолели все сложности и 15 октября 1978 сумели достичь вершины. После восхождения Таскер сказал, что техническая сложность восхождения по их маршруту сравнима с маршрутами по северной стене Гранд-Жораса в Альпах, только Чангабанг находится на гораздо более серьёзной высоте. Книга Бордмана «The Shining Mountain», в которой он описал их восхождение, была удостоена премии Джона Ллевеллин Риза в 1979 году как лучшая работа года в области литературы.
Осенью 1978 года на Чангабанг приехала польско-британская команда под руководством польского альпиниста Войтека Куртыки. В состав команды Куртыки вошли его британские партнёры по прошлым восхождениям Алекс Макинтайр и Джон Портер, а также поляки Кшиштоф Журек и врач экспедиции Лех Корнишевский. Целью экспедиции стало восхождение по непройденной ранее 1700 метровой южной стене. После быстрой разведки маршрута был выбран путь по южному контрфорсу стены. В первые дни восхождения команде удалось продвинуться на 300 метров, но из-за непогоды им пришлось временно отступить. Финальный штурм стены продолжался в течение восьми дней в альпийском стиле, и 27 сентября всем членам команды Куртыки, за исключением врача, оставшегося в базовом лагере, удалось подняться на вершину. На 2017 год сведений о повторном прохождении этого маршрута нет.
В 1981 году двум представителям итальянской экспедиции удалось совершить первое восхождение по южному ребру вершины. Сама экспедиция заняла около месяца, финальный штурм вершины, в котором участвовали Уго Манера и Лино Кастилья, проходил с 16 по 18 октября. Во время штурма Манере и Кастилье пришлось провести две ночёвки на подъёме и одну на спуске, но в итоге всё закончилось благополучно. По оценкам экспедиции, маршрут по южному ребру имеет категорию V/V+ по классификации UIAA с участками льда уклоном до 80°.
В 1982 году Чангабанг был закрыт для восхождений индийским правительством из экологических соображений. Запрет был снят в 1995 году, но восхождения были разрешены только с северной стороны с ледника Багини.
Через два года после снятия запрета, в 1997 году, британской экспедицией было совершено первое восхождение по 1600-метровой северной стене Чангабанга. На вершину в альпийском стиле поднялись Бреднан Мёрфи и Энди Кейв. Восхождение и спуск по сложнейшему смешанному ледово-скальному маршруту заняли у них 10 дней в период с 25 мая по 6 июня, непосредственно на саму вершину Мёрфи и Кейв поднялись 1 июня. 3 июня во время спуска Мёрфи попал в лавину и погиб. В 1998 году восхождение по северной стене Чангабанга было номинировано на самую престижную награду в альпинистском мире «Золотой ледоруб», однако награда за лучшее восхождение года досталась российской команде под руководством Сергея Ефимова за первое восхождение по западной стене пятого по высоте восьмитысячника мира Макалу.
В 1998 году объединённая российско-американская экспедиция прошла новый маршрут Молния (англ. The Lightning Route) на Чангабанг очень высокой категории сложности (VII 5.9 A4 WI4) по центру северной стены. Идея этого восхождения возникла годом ранее во время экспедиции Ивана Душарина, Андрея Волкова и Карлоса Булера на Нанга-Парбат. Кроме них троих, в состав экспедиции на Чангабанг вошли также россияне Андрей Мариев и Павел Шабалин, все пятеро вошли в состав штурмовой группы. Базовый лагерь был установлен к 26 апреля, после чего штурмовая группа практически сразу же ушла под стену на установку штурмового лагеря. 5 мая штурмовая группа в полном составе ушла под стену и приступила к обработке маршрута. 15 мая группа переместилась на стену, на которой провела 16 дней, из которых 14 ушло на подъём, и 2 дня — на спуск. На вершину Чангабанга штурмовая группа поднялась 29 мая 1998 года в полном составе. Это восхождение было номинировано на премию «Золотой ледоруб» в 1999 году, но, как и восхождение годом ранее, уступило победу другому восхождению австралийско-новозеландской команды на вершину Талай-Сагар (6904 м).